# Кто я? (фильм, 2010)
«Кто я?» — российский драматический детектив режиссёра Клима Шипенко, снятый по сценарию Шипенко и Тимура Вайнштейна.
Производством занималась подконтрольная «ВайТ Медиа» компания «ВайТ Шип Филмз». Партнером в этом проекте выступала компания United Multimedia Projects (UMP).

## Сюжет
Ранним осенним утром на перроне железнодорожного вокзала Севастополя рядом с московским поездом милиция обнаруживает молодого человека Пашу (Александр Яценко). Он страдает потерей памяти, никаких документов при нём милиция также не обнаруживает. Почти одновременно в одном из двориков города обнаруживается труп человека. Это преступление оставляет перед следователем не меньше вопросов: при убитом также нет документов, и сразу установить его личность не удаётся.
В кармане задержанного молодого человека обнаруживается крупная сумма денег. Немного позже одно из казино подтверждает, что в их заведении была выиграна такая сумма. Сам парень помнит множество фактов: исторические даты, песни своей любимой группы «СерьГа», но не может ни назвать своего имени, ни рассказать, откуда он и кто его семья. Следователь Сергей Шумов (Анатолий Белый) и вызванный им психиатр доктор Трофимов (Сергей Газаров) в своей практике впервые сталкиваются с таким случаем. Психиатр определяет состояние молодого человека как диссоциативная амнезия, при которой забываются факты из личной жизни, но сохраняется память на многие внешние события. Шумов обращается за помощью в местную газету, чтобы те опубликовали объявление по розыску. В отделение приходит журналистка Оксана, она фотографирует задержанного и просит остаться при его допросе.
Далее идёт рассказ о предшествующих событиях. Главный герой Паша работает смотрителем на пляже в Гурзуфе, где знакомится с девушкой. За помощь в «замятии» вопроса с поломанным топчаном девушка предлагает Паше приехать к ней в Севастополь погулять и оставляет ему свой номер.
Откликнувшись на предложение, Паша, купив дорогие духи, приезжает в Севастополь, но телефон девушки не отвечает. В результате Паша отправляется гулять один по набережной, где случайно знакомится с известной актрисой Анной Левиной (Жанна Фриске), заезжей звездой. Вместе они гуляют по городу, обедают в ресторане, идут в клуб на концерт «СерьГи» и выигрывают крупную сумму денег в казино. Далее, Паша и Анна снимают номер в отеле, где проводят ночь любви. Но когда Паша выходит из отеля за шампанским, его преследует незнакомец, который затем на него нападает.
События возвращаются в текущее время. Объявление помогает — на него откликается мама Паши. В отделении Паша теряет клочок газеты, на котором он записал номер телефона девушки с пляжа. Следователь отпускает Пашу для лечения в родной город и отдаёт ему найденную ранее в кармане Паши крупную сумму денег.
В это же время в отделение приходит взволнованная девушка и просит принять у неё заявление о том, что пропал её молодой человек. Выясняется, что найденный во дворике труп и есть пропавший. Следователь обнаруживает выпавшую из кармана Паши бумажку и звонит по указанному номеру телефона. Выясняется, что это номер телефона только что пришедшей в отделение девушки. Увидев фотографию Паши, девушка сообщает следователю о знакомстве с ним в Гурзуфе и о том, что она имела неосторожность пригласить Пашу в Севастополь, дав свой номер телефона, хотя встречаться с ним не собиралась.
В результате всплывают совершенно иные факты. Оказывается, что актриса Анна — это плод воображения Паши, а все пережитые события с Анной — это то, что пережила девушка со своим молодым человеком. Это они обедали в ресторане, ходили вместе на концерт, выиграли в казино крупную сумму и сняли номер в отеле. Паша же всё это время был неподалёку и следил за развитием событий. И когда молодой человек отлучился из отеля, Паша убил его, забрав часы и выигранные в казино деньги.
Следователь поднимает оперативную группу и перехватывает отправленный в Гурзуф автобус. Но выясняется, что Паша уже давно из него вышел. Журналистка Оксана сообщает следователю, что Паша симулировал симптомы потерянной памяти, использовав статью в газете, в которой рассказывалось о парне с такими симптомами.
Фильм заканчивается сценой того, как Паша наблюдает за следователем и журналисткой через окно проезжающего поезда и заходит в купе, где его ожидает Анна.

## В ролях
- Александр Яценко — Паша Матвеев
- Анатолий Белый — Сергей Шумов, следователь
- Жанна Фриске — Анна Левина, актриса
- Сергей Газаров — Пётр Андреевич Трофимов, психиатр
- Виктория Толстоганова — Оксана, журналистка
- Татьяна Федоровская — Ольга Макарова
- Михаил Бабичев — Петя, милиционер
- Сергей Галанин — камео (солист приезжей группы)
- Константин Демидов — Егор, парень Ольги
- Илья Оболонков — эпизод

## История создания
Толчком к творческому процессу создания сценария послужила статья «Кто Я?» в севастопольской газете о происшествии, произошедшем в 2004 году в Севастополе (в статье рассказывалось про молодого человека, которого нашли на вокзале, и который не помнил, кто он), которую Клим Шипенко прочитал, будучи ещё студентом, а потом рассказал генеральному продюсеру «ВайТ Медиа» Тимуру Вайнштейну.

### Съёмки
Съёмки проходили в Севастополе, родном городе отца режиссёра картины Клима Шипенко. В съёмках фильма принимали участие и реальные люди и жители города — таким образом, создавалось ощущение, что всё происходит по-настоящему. Все сцены в милиции — а это треть фильма — снимались в действующем отделении, в Нахимовском РОВД Севастополя.